# International Review of Financial Analysis
Die International Review of Financial Analysis (IRFA auch INT REV FINANC ANAL) ist eine mit Peer-Review-Verfahren erstellte Fachzeitschrift für Forschungsergebnisse im Finanzbereich.
Die Zeitschrift behandelt eine Vielzahl von Finanzforschungsthemen. Sie wurde 1992 von George Frankfurter und George Philipattos gegründet. Ursprünglich wurde sie vom Verlag JAI Press aus Connecticut veröffentlicht. Derzeit wird es von Elsevier veröffentlicht. Sie erscheint zweimonatlich in gedruckter Form und als Online-Ressource.